# (1089) Tama
(1089) Tama es un asteroide que forma parte del cinturón de asteroides y fue descubierto el 17 de noviembre de 1927 por Okuro Oikawa desde el observatorio astronómico de Tokio, Japón.

## Designación y nombre
Tama recibió inicialmente la designación de 1927 WB.
Posteriormente se nombró por el Tama, un río de Japón.

## Características orbitales
Tama está situado a una distancia media del Sol de 2,214 ua, pudiendo acercarse hasta 1,931 ua y alejarse hasta 2,496 ua. Tiene una inclinación orbital de 3,727° y una excentricidad de 0,1275. Emplea 1203 días en completar una órbita alrededor del Sol.
Tama forma parte de la familia asteroidal de Flora.